# ポーキュパイン・ツリー
ポーキュパイン・ツリー (Porcupine Tree)は、イングランド出身のプログレッシブ・ロックバンド。
1990年代の新しいサイケ/プログレ・スタイルとして注目され、その陰鬱なサウンドが第二の「ピンク・フロイド」と評価された。後年はプログレッシブ・メタルに接近し、音楽性を進化させている。

## 概要
1987年にNo-Manのスティーヴン・ウィルソンのソロ・プロジェクトとして始まり1991年デビュー。1993年に元ジャパンのリチャード・バルビエリらを迎えてバンド名義となった。
サウンド的には初期の「ピンク・フロイド」のサイケデリック的な作風に近いとされるが、トランスやアンビエントといったプログレ以降のサウンドと、硬質なギターサウンドや多彩なリズム解釈といったモダンなロックのアプローチを融和させた独特の音楽性を志向しており、1990年代に勃興した新しいプログレッシブ・ロックの担い手として活躍した。
2006年、初来日公演。
2007年、ギャヴィン・ハリソンが「キング・クリムゾン」に加入。2010年以降、中心人物スティーヴン・ウィルソンはソロ活動に専念。他のメンバーも別プロジェクトを掛け持ちしている事情もあり、バンドは事実上の活動休止。
2021年11月1日に、2022年6月の新アルバムの発売と2022年10月からのツアーを発表した。再起動メンバーはスティーヴン・ウィルソン、ギャヴィン・ハリソン、リチャード・バルビエリの3人。

## メンバー
※2022年2月時点

### 現ラインナップ
- スティーヴン・ウィルソン (Steven Wilson) - ボーカル/ギター/キーボード (1987年- )
- リチャード・バルビエリ (Richard Barbieri) - キーボード (1993年- )
- ギャヴィン・ハリソン (Gavin Harrison) - ドラムス (2002年- )

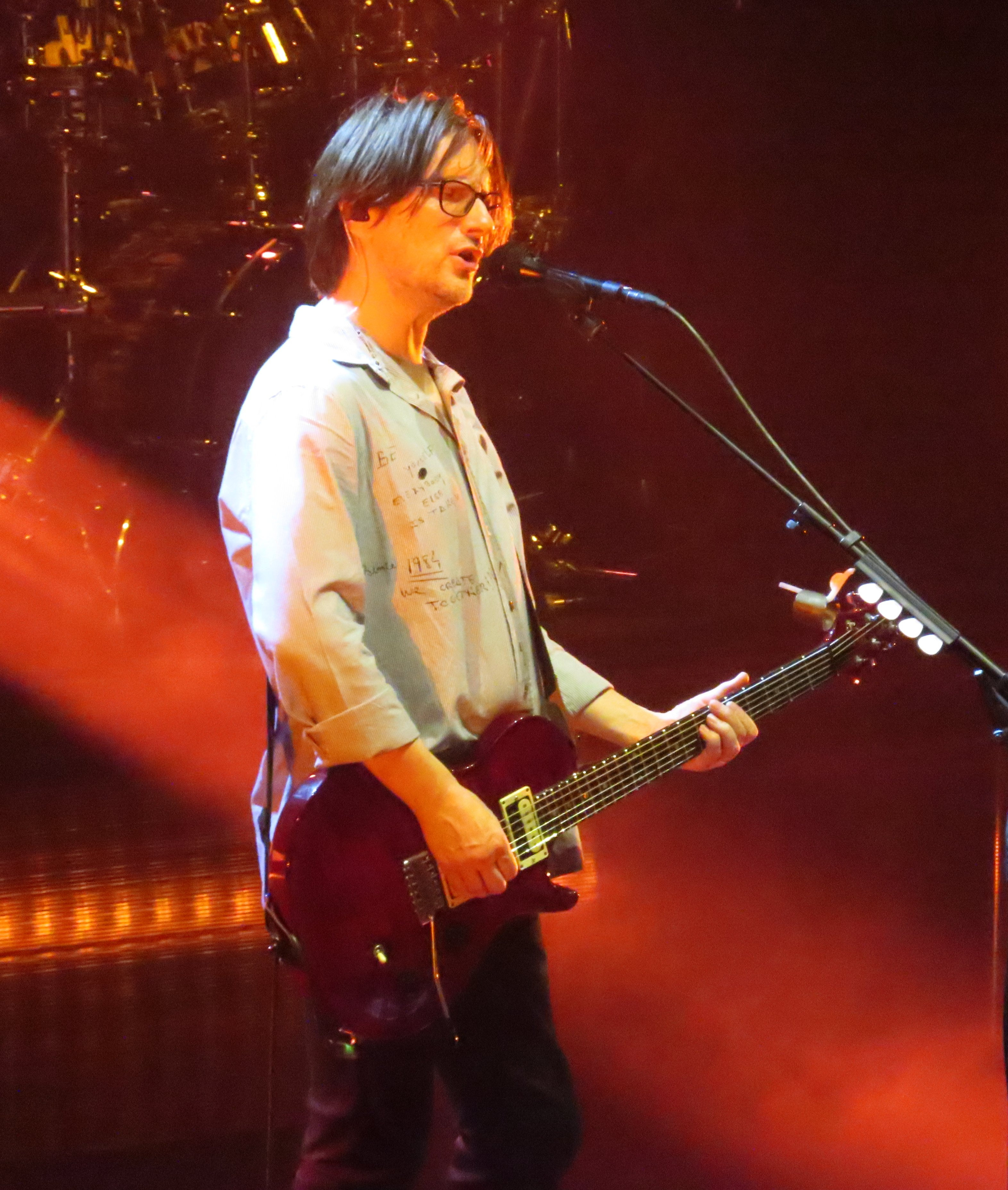
スティーヴン・ウィルソン(Vo/G) 2022年
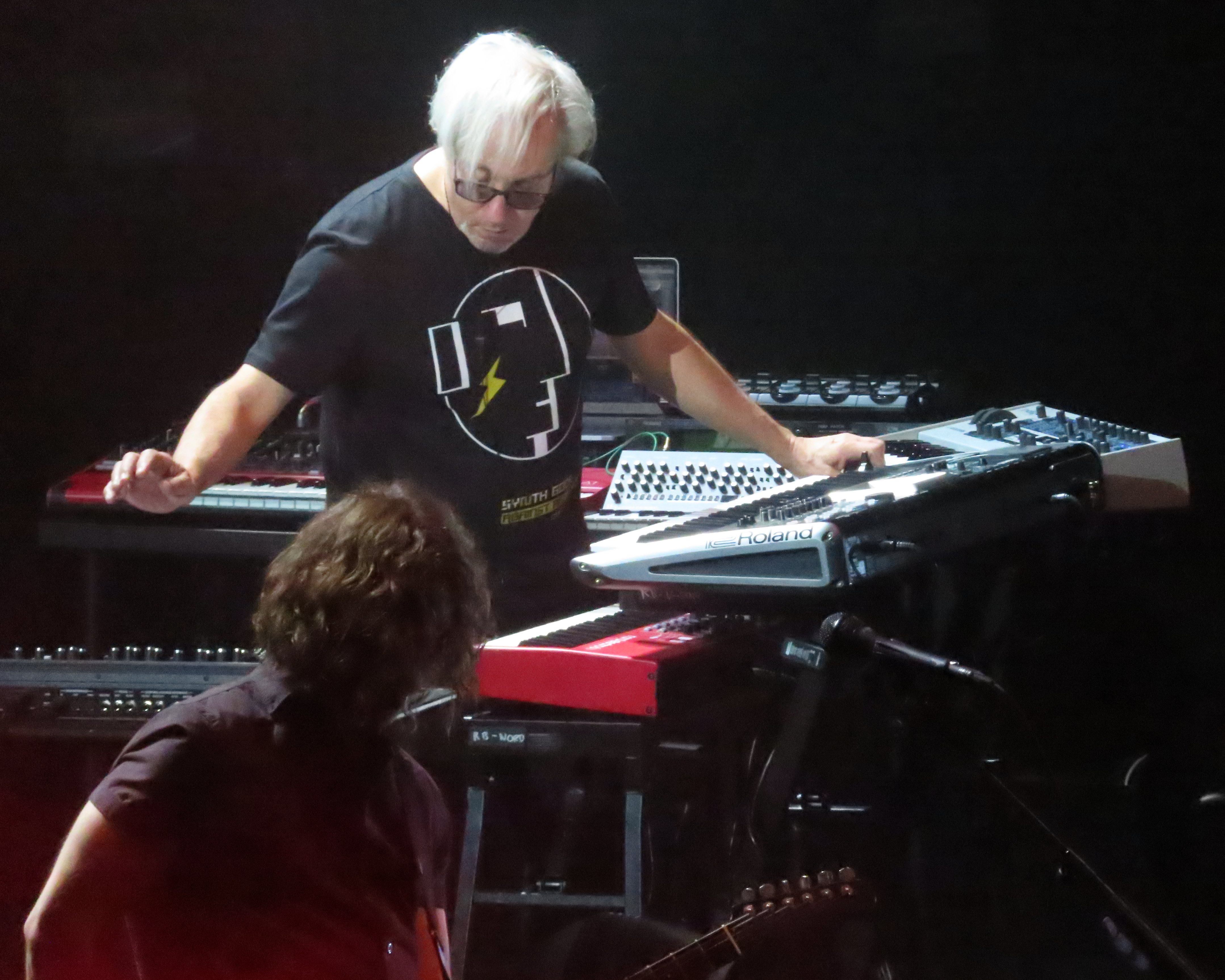
リチャード・バルビエリ(Key) 2022年
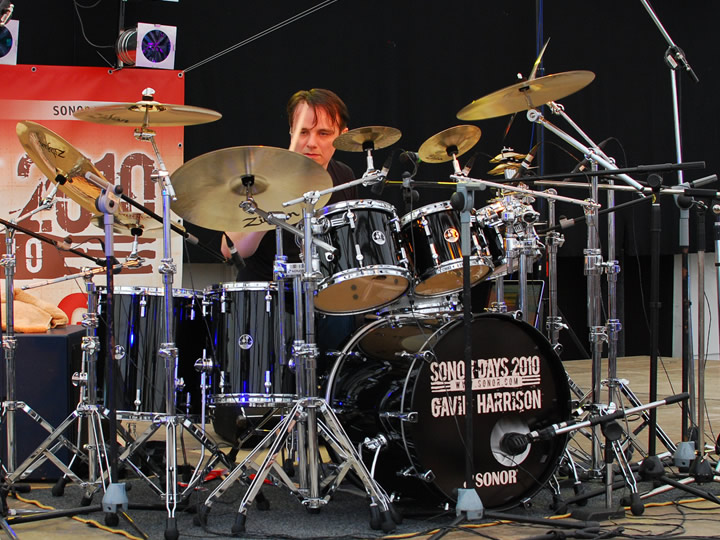
ギャヴィン・ハリソン(Ds) 2010年

### 旧メンバー
- クリス・メイトランド (Chris Maitland) - ドラムス (1993年-2001年)
- コリン・エドウィン (Colin Edwin) - ベース (1993年-2010年)

## ディスコグラフィ

### オリジナル・アルバム
- 『オン・ザ・サンデイ・オブ・ライフ』 - On The Sunday Of Life... (1991年)
- 『アップ・ザ・ダウンステアー』 - Up the Downstair (1993年)
- 『ザ・スカイ・ムーヴズ・サイドウェイ』 - The Sky Moves Sideways (1995年)
- 『シグニファイ』 - Signify (1996年)
- 『スチューピッド・ドリーム』 - Stupid Dream (1999年)
- 『ライトバルブ・サン～太陽電球』 - Lightbulb Sun (2000年)
- 『イン・アブセンティア』 - In Absentia (2002年)
- 『デッドウイング』 - Deadwing (2005年)
- 『フィアー・オブ・ア・ブランク・プラネット』 - Fear of a Blank Planet (2007年)
- 『ジ・インシデント』 - The Incident (2009年)
- 『クロージャー / コンティニュエイション』 - Closure/Continuation (2022年)

### ライブ・アルバム
- 『コーマ・ディヴァイン』 - Coma Divine - Recorded Live In Rome (1997年)
- Warszawa - Recorded Live In Poland (2005年)
- 『ライヴ〜オクタン・トゥイステッド（ジ・インシデント・コンサート）』 - Octane Twisted (2012年)[6]
- Closure/Continuation Live (2023年)

### EP/ミニ・アルバム
- 『ニル・リカーリング-虚無循環』 - Nil Recurring (2007年)

### コンピレーション
- 『メタトニア』 - Metanoia (1998年)
- 『ヴォヤージ34:ザ・コンプリート・トリップ』 - Voyage 34: The Complete Trip (2000年)
- Recordings (2001年)
- 『スター・ダイ』 - Stars Die : The Delerium Years 1991-1997 (2002年) ※未発表曲を含むベスト盤

## キング・クリムゾンとの関連
スティーヴン・ウィルソンはキング・クリムゾンの過去作品の5.1ch化のスーパーヴァイザーである。また、ギャヴィン・ハリソンは2007年より、パット・マステロットと共にキング・クリムゾンの正式ドラマーを務めるようになった。